# Papyrus 77
Papyrus 77 (in der Nummerierung nach Gregory-Aland auch als {\displaystyle {\mathfrak {P}}}77 bezeichnet) ist eine frühe Abschrift des Neuen Testaments in griechischer Sprache. Es handelt sich um ein Papyrusmanuskript des Matthäusevangeliums. Der erhaltene Text von Matthäus sind die Verse 23,30–39. {\displaystyle {\mathfrak {P}}}77 wurde in eleganter Handschrift geschrieben.
Das Manuskript wurde mittels Paläographie dem zweiten oder dritten Jahrhundert zugeordnet. Zusammen mit Papyrus 103 gehört es wahrscheinlich zum gleichen Kodex.

## Beschreibung
Der griechische Text des Kodex repräsentiert den Alexandrinischen Texttyp. Aland beschreibt ihn als „zumindest normalen Text“ und ordnete ihn in Kategorie I ein. {\displaystyle {\mathfrak {P}}}77 ist sprachlich am engsten mit dem Codex Sinaiticus verwandt.
Der Papyrus wird zurzeit in der Bodleian Art, Archaeology and Ancient World Library als P. Oxy. 2683 bzw. P.Oxy.LXIV 4405 in Oxford aufbewahrt.

## Abbildungen
- P.Oxy. LXVI 2683 von Papyrology at Oxford’s „POxy: Oxyrhynchus Online“
- Papyrus 77 recto (Vorderseite)
- Papyrus 77 verso (Rückseite)